# Arbacia punctulata
Arbacia punctulata is een zee-egel uit de familie Arbaciidae.
De wetenschappelijke naam van de soort werd in 1816 gepubliceerd door Jean-Baptiste de Lamarck.